# Veslařský kanál v Mnichově

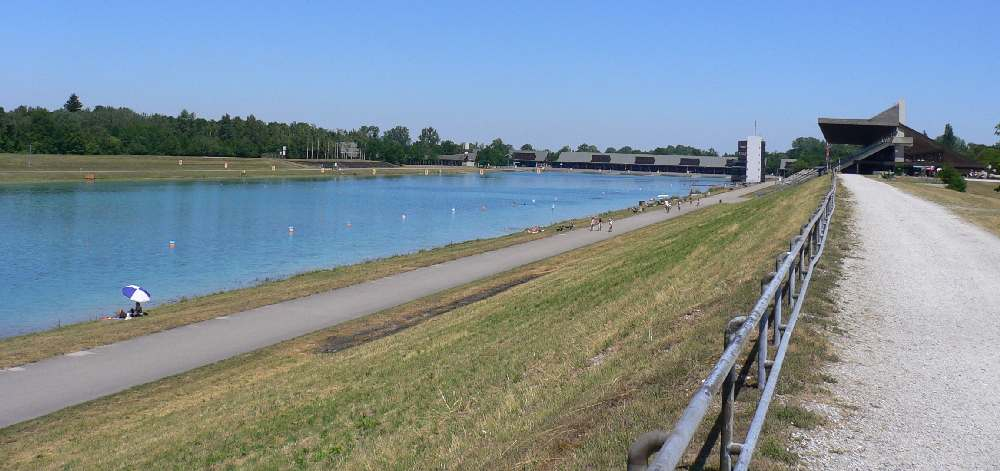
Pohled na kanál

Veslařský kanál v Mnichově, německy Regattastrecke Oberschleißheim, je umělá vodní nádrž obdélníkového tvaru v těsné blízkosti jezera Regattaparksee na severním okraji bavorského města Mnichova ve čtvrti Feldmoching-Hasenbergl, nádrž se nachází v jižní části přírodní oblasti Dachauer Moos rozkládající se u Dachau a Karlsfeldu.
Jde o olympijské sportoviště, kde se konaly soutěže ve veslování a rychlostní kanoistice v rámci Letních olympijských her 1972 v Mnichově.
Kanál byl uměle vybudován v letech 1969 až 1971 mezi Oberschleißheimem a Karlsfeldem v podmáčené mokřadní krajině bohaté na močály a bažiny, která se příliš nehodila pro zemědělské využití.
Jeho výstavba byla zahájena v roce 1969, kanál byl uveden do provozu v srpnu roku 1971. Měří 2230 metrů na délku, 140 metrů na šířku a hloubka vody zde dosahuje 3,5 metru. Nadmořská výška se pohybuje v rozmezí 480 (prostor startu) až 485 metrů (prostor cíle), 480 metrů nad mořem v prostoru startu představuje nejníže položený bod v Mnichově.
Kanál byl vybudován ve směru převládajících směrů větru v jihozápadně-severovýchodním směru tak, aby případný
vítr co nejméně ovlivňoval sportovní zápolení a zajistil tak co nejregulérnější podmínky pro závodění.
Součástí celého zdejšího olympijského areálu byla tribuna pro 26000 diváků, velké parkoviště pro několik tisíc vozidel, ubytovací prostory, loděnice pro 2400 lodí, tělocvičny, tiskové, rozhlasové, televizní a dálnopisné středisko, restaurace a kavárny, dále také věž pro rozhodčí.
V roce 1981 a 2007 se zde konalo mistrovství světa ve veslování, od roku 1997 se zde každoročně konají závody světového poháru ve veslování, pravidelně se zde konají i mistrovství Německa ve veslování a v rychlostí kanoistice.

## Jiné využití
V letech 1982 a 1992 se zde také konaly závody motorových člunů a vznášedel, což už v současnosti není možné, neboť
platné bavorské zákony to již neumožňují.
Kromě sportování je tento kanál využíván pro trénink a výcvik sportovců, menší část slouží i pro rekreaci jako veřejné koupaliště. Nádrž je využívána i pro chov ryb (žije zde pstruh duhový). Kvůli kvalitě vody a nutnosti omezení růstu vodních rostlin sem v roce 2006 bylo také uměle přesazeno z jezera Eibsee 3000 kusů raků říčních).
Asfaltové cesty v okolí kanálu jsou využívány pro inline bruslení.

## Doprava
Zařízení je přímo napojeno na bavorskou dálnici B 471, která je vedena z východu na západ obchvatem severní částí Mnichova.